# IF Gute
IF Gute var en idrottsförening i Visby på Gotland, bildad den 5 januari 1904 som Gotländska Sportföreningen, namnändrad 1908 till IF Gute och upplöst 1967 eller 1968 då den sammanslogs med Wisby IF i Visby IF Gute. Gute gjorde sig främst bemärkt genom att nå de tredje högsta serierna i fotboll och handboll men utövade under sin existens även ishockey, friidrott och bandy.

## Handboll
Gutes handbollssektion startades 1932 och då var idrotten ny på ön. Inledningsvis dominerades handbollen av de militära lagen, med gott om spelare från fastlandet som var förlagda till Gotland under beredskapsåren. Under 1950-talet var det Wisby IF som var den dominerande klubben på ön, medan Gute sökte utmana dem tillsammans med Visby AIK och Fårösunds GoIK. Däremot var det Gute som var den första gotländska förening att delta i en fastlandsserie, då föreningen spelade i division III Stockholm på 1960-talet, även om de 1966 fick sällskap av såväl Vaik som VIF.
Konkurrensen mellan de gotländska föreningarna var en bidragande orsak till sammanslagningen av Gute och Wisby IF; ett viktigt syfte med sammanslagningen var att kunna avancera ytterligare i seriesystemet.

## Fotboll
IF Gute spelade fotboll redan från föreningsstarten. Laget deltog i seriespel för första gången 1925 då man slutade i mitten av Gotländska serien där Wisby IF, IFK Stånga, Bro IF och två lag från IS Hansa svarade för motståndet. Först 1950 inbjöds gotländska lag till seriespelet på fastlandet. Gute vann Gotlandsseriens division I 1950/1951 före Visby AIK och blev därmed första gotländska lag i en fastlandsserie 1951/1952.  Premiären i Stockholmsserien klass I (femtedivisionen) mot solnaiterna Råsunda IS lockade 1 574 åskådare till Gutavallen. IFG vann matchen med 3-0 och slutade till slut tvåa i serien bakom Värtans IK.
Säsongerna 1953/1954-1965 spelade Gute i division IV (motsvarande nutidens division II) med undantag för två säsonger i division III (sedan 2006 motsvarande division I) 1961 och 1964.